# 維斯特河
53°6′1.9″N 9°8′52.6″E / 53.100528°N 9.147944°E
維斯特河（德語：Wieste），是德國的河流，位於該國西北部，由下薩克森州負責管轄，屬於維默河的支流，河道全長25.7公里，流域面積100平方公里，河口處在奧特斯貝格附近。